# 疏穗野荞麦
疏穗野荞麦（学名：Fagopyrum caudatum）为蓼科荞麦属下的一个种。